# مارتن والتر ستانتون
مارتن والتر ستانتون (بالإنجليزية: Martin Walter Stanton)‏ هو قسيس أمريكي، ولد في 17 أبريل 1897 في جيرسي سيتي في الولايات المتحدة، وتوفي في 1 أكتوبر 1977.